# Triebelina numensis
Triebelina numensis is een mosselkreeftjessoort uit de familie van de Bairdiidae. De wetenschappelijke naam van de soort is voor het eerst geldig gepubliceerd in 1912 door Müller.